# Onoda: 10,000 Nights in the Jungle
Onoda: 10,000 Nights in the Jungle (franska: Onoda, 10 000 nuits dans la jungle) är en fransk-japansk dramafilm från 2021 i regi av Arthur Harari.
Filmen är inspirerad av Cendron och Gérard Chenus biografi Onoda, seul en guerre dans la jungle om  den japanske soldaten Hiroo Onoda.

## Utmärkelser
Onoda: 10,000 Nights in the Jungle vann Louis Delluc-priset 2021.

## Roller (urval)
- Yuya Endo – Hiroo Onoda
  - Kanji Tsuda – Hiroo Onoda, som gammal
- Yuya Matsuura – Kinshichi Kozuka
  - Tetsuya Chiba – Kinshichi Kozuka, som gammal
- Issey Ogata – major Taniguchi
- Taiga Nakano – Norio Suzuki
- Nobuhiro Suwa – Tanejirō Onoda